# Mudjuga
Mudjuga (ros. Мудьюга) – osiedle w Rosji, w obwodzie archangielskim, w rejonie oneskim. W 2010 liczyło 573 mieszkańców.